# Brackenridge, Pennsylvania
Brackenridge là một thị trấn thuộc quận Allegheny, tiểu bang Pennsylvania, Hoa Kỳ. Năm 2010, dân số của thị trấn này là 3260 người.